# سليمان نجمي سلمان
سليمان نجمي سلمان (بالتركية: Süleyman Necmi Selmen)‏ (ولدَ في 1871، بافرة - توفي في 14 مايو 1943) هو سياسي عثماني، تولى منصب عضو البرلمان التركي.

## مناصبه
تولى المناصب التالية:
- عضو في البرلمان التركي (11 أغسطس 1923–2 أغسطس 1927)
- عضو في البرلمان التركي (3 أبريل 1939–15 ديسمبر 1943)